# Randall D. Larson
Randall D. Larson (* 13. Juli 1954 in San Francisco, Kalifornien als Randall Douglas Larson) ist ein US-amerikanischer Autor, Herausgeber, Essayist Film- und Musikwissenschaftler, Journalist und internationaler Korrespondent für Filmmusik. Er ist der Autor und Herausgeber mehrerer Werke über den amerikanischen Bestseller-Autor Robert Bloch, über den Themenkomplex der Filmmusik und speziellen anderen Filmgenres wie z. B. dem Science-Fiction- und dem Horrorfilm. Er schreibt seit den frühen 1970er Jahren über das Genre der Phantastischen Literatur, ein Großteil davon in der Natur von H. P. Lovecraft.

## Leben und Werk
Randall Larson verfasst regelmäßig Essays und kritische Abhandlungen hauptsächlich zum Thema internationale Filmkomposition, unter anderem für Begleittexte von Soundtrack-CDs und für Hunderte von Artikeln für Horror-, Fantasy-, Kino- und Filmmusik-Fachzeitschriften. Darüber hinaus hat sich Larson auch als kritischer Journalist durch zahlreiche veröffentlichte Artikel und Beiträge für Magazine über die US-amerikanische Feuerwehr sowie über öffentliche Sicherheits-Einrichtungen und Strukturen und Notfall-Kommunikationsmaßnahmen zwischen Vorgesetzten einen Namen gemacht. Sein erstes Buch erschien im Jahr 1985 beim US-amerikanischen Independent-Fach-Verlag Scarecrow Press. Titel des Buches: Musique Fantastique: A Survey of Film Music in the Fantastic Cinema, was in renommierten Fachkreisen mittlerweile zu den Standardwerken des Genres zählt.
Es folgten in den laufenden Jahren weitere Publikationen, Bücher und Artikel über das amerikanische Kino, die Phantastische Literatur, vor allem aber über die Musik des Films und des Kinos. Larson ist darüber hinaus auch Autor von Fachpublikationen des US-amerikanischen Bestseller-Autors Robert Bloch vor allem bekannt geworden durch sein Werk Psycho und die anschließende Verfilmung durch Regisseur Alfred Hitchcock. Über Robert Bloch sind von Randall D. Larson folgende Titel erschienen: Robert Bloch (1986); The Complete Robert Bloch: An Illustrated International Bibliography (1987) und The Robert Bloch Companion: Collected Interviews 1969-1986.
Als langjähriger Journalist, Kenner und Begleiter der Filmmusikszenerie ist er als geschätzter Interviewer und Fachmann mit vielen internationalen Komponisten bekannt und mit vielen befreundet. Er hat unzählige Interviews mit namhaften Komponisten der Filmmusik geführt. Mit bekannten Komponisten aus Hollywood genauso wie den international renommierten Komponisten des europäischen als auch des japanischen Kinos. Er führte Interviews mit Henry Mancini, Russell Garcia, Leonard Rosenman, Basil Poledouris, Trevor Jones, Masaru Satō, Akira Ifukube, Mark Snow, George Duning, James Horner, Christopher Young, James Bernard, Luboš Fišer und vielen anderen.
Larson war der Senior Editor für Fachmagazine wie dem Soundtrack Magazine, Herausgeber von CinemaScore: The Film Music Journal und ständiger auch Kolumnist mit Schwerpunkt Filmmusik für das Magazin Cinefantastique.
Sein Filmmusik-Standardwerk Musique Fantastique: A Survey of Film Music in the Fantastic Cinema erschien im September 2012 in einer zweiten aktualisierten und komplett überarbeiteten Neuauflage.
Randall D. Larson lebt und arbeitet in San José, Kalifornien.

## Bücher und Publikationen (Auswahl)

### Als Autor
- 1985: Musique Fantastique: A Survey of Film Music in the Fantastic Cinema. Scarecrow Press, Metuchen, N.J. 1985, ISBN 0-8108-1728-4.[6]
- 1986: Robert Bloch. Starmont House, 1986, ISBN 0-930261-59-3.[7]
- 1986: The Complete Robert Bloch: An Illustrated, International Bibliography. Fandom Unlimited Enterprises, The Borgo Press, 1986, ISBN 0-8095-6106-9.[8]
- 1987: Film Music around the World: A CinemaScore special. 1st edition. Fandom Unlimited Enterprises, Sunnyvale, CA and San Bernardino, CA 1987, ISBN 0-9607178-2-X.[9]
- 1995: Films into Books: An analytical bibliography of film novelizations, movie, and TV tie-ins. von Randall D. Larson, Scarecrow Press, 1995, ISBN 0-8108-2928-2.[10]
- 1996: Music from the House of Hammer: Music in the Hammer horror films, 1950–1980. Scarecrow Press, Metuchen, N.J. 1996, ISBN 0-8108-2975-4.[11]

### Als Herausgeber
- 1989: The Robert Bloch Companion: Collected Interviews 1969-1986. Starmont House, 1989, ISBN 1-55742-146-3.[12]